# Witchekan Lake 117
Witchekan Lake 117 är ett reservat i Kanada.   Det ligger i provinsen Saskatchewan, i den centrala delen av landet, 2 500 km väster om huvudstaden Ottawa. Witchekan Lake 117 ligger vid sjöarna  Sylvander Lake och Witchekan Lake.
Trakten runt Witchekan Lake 117 är nära nog obefolkad, med mindre än två invånare per kvadratkilometer.